# FS Gran Confort
Gran Confort, abgekürzt GC, ist eine Serie von Personenwagen im Eisenbahnverkehr, die ab 1973 von Fiat für hochwertigen nationalen Schnellzüge der italienische Ferrovie dello Stato (FS) geliefert wurden. Sie haben viele Gemeinsamkeiten mit den ebenfalls von Fiat gebauten TEE-Wagen, die für die internationalen Trans-Europ-Express-Zügen (TEE-Zügen) gebaut wurden, von denen sie sich bei Ablieferung vor allem durch die Farbgebung unterschieden. 

## Geschichte
Die Grand Confort-Wagen wurden in zwei Serien beschafft. Die erste Serie wurde Anfang der 1970er Jahre bestellt und umfasste 120 Abteilwagen 1. Klasse, 30 Großraumwagen 1. Klasse, 21 Speisewagen und 20 Gepäckwagen, die ab 1973 in einer als Bandiera  bezeichneten Zuggattung eingesetzt wurden, die nur 1. Klasse führte. Der Anstrich der GC-Wagen bei Ablieferung war Schiefergrau für den unteren Teil des Wagenkastens und Elfenbein für das Fensterband, das zusätzlich oberhalb und unterhalb der Fenster einen signalroten Streifen erhielt.
Die Zweite Serie wurde 1985 bestellt und umfasste 190 Wagen, nämlich 85 Abteilwagen 1. Klasse, 84 Großraumwagen 1. Klasse und 20 Speisewagen. Später wurden noch die 28 TEE-Wagen technisch den Gran Confort-Wagen angepasst, sodass sie auch zu dieser Flotte gezählt werden können. 
Für den Intercity-Verkehr, in dem Züge mit beiden Wagenklassen angeboten wurden, bestellte die FS 190 Abteilwagen 2. Klasse des Typs UIC-Typ Z, die zusammen mit den GC-Wagen eingesetzt wurden. Sie erhielten bei Ablieferung denselben Anstrich wie die GC-Wagen, bis auf die beiden Streifen ober- und unterhalb der Fenster, die zur Kennzeichnung der 2. Klasse blau statt rot waren.
In den Jahren 2002 bis 2003 wurden Gran Confort-Wagen im Rahmen des Projekts IC 901 zu Wagen für die Euro-City-Italien-Züge (ECI-Züge) umgebaut. Beim Umbau entstanden Großraumwagen 1. Klasse mit 52 Sitzplätzen und solche 2. Klasse mit 74 Sitzplätzen. Weitere 70 Wagen wurden zu BHR-Wagen umgebaut, die Plätze für Reisende im Rollstuhl und eine Bar anbieten. Das Projekt sah ursprünglich den Umbau von 901 Wagen aus den Serien Grand Confort, UIC-Z1 und Eurofima vor, wurde aber nach ungefähr 450 umgebauten Wagen wegen technischen Problemen abgebrochen, was zum Konkurs einiger Firmen führte, die bereits Material bestellt hatten, das sie nicht verbauen konnten. Mit den nachfolgenden Projekten IC 300 un IC 270 gelang es dann doch noch ungefähr 1000 Wagen umzubauen und auf einen einheitlichen Standard zu bringend. Die Wagen werden entweder zwischen zwei Triebköpfen E.414 eingesetzt oder werden von Lokomotiven der Baureihen E.444 oder E.402A gezogen und sind als Frecciabianca im Einsatz.

## Technik
Die Wagen wurden mit einem besonderen Augenmerk auf die Sicherheit und den Komfort der Passagier entworfen. Es wurden technische Neuerungen eingeführt, die zum Teil bei keinen anderen FS-Wagen zu finden waren.
Die Wagenkasten bestehen aus Stahl und haben einen aus Schallschutzgründen schwimmend gelagerten gesickten Fußboden. Die Eckpfosten sind als Kollisionsschutz verstärkt ausgeführt. Bei den Personenübergängen sind Drucktasten zum Öffnen der elektropneumatisch angetriebenen Stirnwandtüre angeordnet. Die ebenfalls elektropneumatisch angetriebenen Außenschiebetüren haben eine große Klapptrittstufe.
Der Fahrgastraum ist mit doppelt verglasten Seitenfenstern versehen, in deren zwischen den beiden Scheiben elektrisch verstellbare Rollläden als Sonnenschutz angeordnet sind. Die gesamte Stromversorgung der Wagen erfolgt über die 3000 V-Zugsammelschiene. Die erste Serie hatte noch rotierende Umformer, die zweite statische Wechselrichter mit einer Leistung von 45 kW. Für die Wagen werden die Drehgestelle FIAT 7195/C verwendet, die eine Höchstgeschwindigkeit von 200 km/h ermöglichten.